# Кефели, Сима Иосифович
Си́ма Ио́сифович (О́сипович) Кефели́ (1821 — 6 [19] января 1904, Севастополь, Таврическая губерния) — потомственный почётный гражданин, городской и караимский общественный деятель в Севастополе, занимал должность гласного думы (1854—1897), много раз избирался заместителем городского головы, нередко исполнял должность самого городского головы.
Он был прозван «караимским Периклом», имел исключительную популярность и всеобщее уважение.

## Биография
С. И. Кефели окончил караимскую школу «мидраш».

### Общественно-политическая деятельность
С. И. Кефели был создателем и первым директором Севастопольского городского банка, где работал 12 лет. Состоял членом учётно-ссудного комитета при Севастопольском отделении государственного банка до 1902 года. Также С. И. Кефели был создателем местного Общества взаимного кредита и городского собрания и являлся почетным членом почти всех местных благотворительных обществ. Пожертвовал крупную сумму денег на сооружение кенассы в Севастополе.
Исполняя выборные должности по городскому управлению, кроме того, был членом воинского и податного присутствия и директором тюремного комитета, а затем заведовал продовольствием раненных воинов и постройкой для них помещений.
В 1892 году основал консервный завод в Балаклаве.
За свои гражданские заслуги он был награждён рядом орденов от Станислава 3-й степени до Анны 2-й степени.

### Участие в Крымской войне
Сима Иосифович прославился своими военными «подвигами, выдающейся храбростью и беззаветным патриотизмом, которые он выказал на Севастопольских бастионах, принимая личное участие в обороне города от грозного искусного неприятеля в трудную годину достопамятной осады во время Крымской кампании, подставляя свою грудь вражеским пулям наравне с военными чинами. И недаром Кефели был удостоен чести созерцать свой портрет в залах местного музея обороны в сонме изображений славных героев, обессмертивших русское имя на твердынях Севастополя».
За свои заслуги и участие в обороне Севастополя С. И. Кефели был награждён медалями: золотой — на Анненской ленте, серебряной — на Георгиевской ленте и бронзовой — на Андреевской ленте, а также крестом в память осады города. Кроме того, ему было пожаловано право на ношение мундира наравне с военными чинами.

### Участие в русско-турецкой войне
С. И. Кефели участвовал в русско-турецкой войне (1877—1878), оказывал услуги во время продвижения войск. Получил золотую медаль на Андреевской ленте.

### Участие в жизни своей общины
С. И. Кефели принимал активное участие и в жизни своей общины.
«Не было ни одного более или менее крупного дела в местной общине, ни одного жизненного вопроса, которые решались бы без авторитетного указания С. И. Кефели С самых молодых годов своей долголетней, богатой опытами жизни, он играл роль местного Перикла, голосу которого были послушны все его соплеменники, и считался самым полезным членом всех караимских просветительных и благотворительных учреждений, которым он всегда оказывал большую материальную поддержку» (Б. С. Ельяшевич).
По наблюдению современников, отличался от природы светлым умом, высоким благородством, необычайной доступностью и щедрой отзывчивостью к нуждам всякого, кто бы к нему ни обратился. Он завоевал среди разноплеменного городского населения исключительную популярность и всеобщее уважение и имел в течение многих лет решающее влияние на все городские и общественные дела. 
И потому смерть С. И. Кефели повергла в глубокую печаль всех севастопольских караимов, которые горячо оплакивали его как одного из достойнейших представителей караимского народа, служившего в течение более полувека главною красою и гордостью их общины. 

Таким образом, стоя во главе своей общины до глубокой старости, С. И. Кефели оказал неоценимые услуги своим братьям по племени в качестве мудрого советника, руководителя и защитника национальных интересов.
Умер 6 (19) января 1904 года в Севастополе на 83 году жизни.